# Leptorrhamphus
Leptorrhamphus — це вимерлий одновидовий рід гавіалоїдних крокодилів, який мешкав у середньому та пізньому міоцені на території сучасної Аргентини. Скам'янілості були знайдені у формації, яка тоді називалася формацією Entrerriana, у сучасній літературі згадується як формація Ituzaingó. Типовим видом є L. entrerrianus, названий на честь утворення в 1890 році. Зараз вважається, що це nomen dubium.